# نانثورپ
نانثورپ (به انگلیسی: Nunthorpe) یک محله مدنی و حومه شهر در بریتانیا است که در Middlesbrough واقع شده‌است. نانثورپ ۴٬۸۶۶ نفر جمعیت دارد.